# Carmelo Silva
Carmelo Silva, in arte semplicemente Silva (Treviglio, 21 luglio 1909 – Treviglio, 16 gennaio 1996), è stato un disegnatore e umorista italiano. È conosciuto per l'attività di caricaturista anche se ha raggiunto la notorietà grazie soprattutto per i lavori realizzati come vignettista in ambito sportivo, segnatamente calcistico e ciclistico.

## Biografia
Da giovane ha frequentato la scuola di pittura dell'Accademia Carrara di Bergamo. In carriera ha disegnato dagli anni trenta agli anni novanta i gol dei maggiori calciatori di ogni parte del mondo (documentò fra l'altro, gli incontri della nazionale italiana di calcio dal campionato del mondo del 1938, ma anche le imprese del famoso trio di assi Gre-No-Li, del Grande Torino, oltre a vari Giri D'Italia di Ciclismo). La sua matita ha affidato alla storia del calcio le fasi salienti della celeberrima partita del secolo Italia-Germania 4-3 e il vittorioso mondiale del 1982.
La particolarità della disegnata inventata da Silva, quando ancora non esisteva la televisione, e, quindi, neppure la moviola, consisteva nel fissare con la matita sulla tavola da disegno la raffigurazione grafica in soggettiva di un'azione del gioco del calcio. Tale raffigurazione avveniva sulla base dei resoconti dei colleghi inviati sui campi di gioco e che seguivano gli incontri dalla tribuna stampa.
Silva si faceva raccontare minuziosamente la posizione dei giocatori all'interno dell'area in cui si svolgeva una determinata azione e il dinamico svolgersi della stessa; dopo di che articolava la scena su uno o più disegni riproducendo fedelmente l'azione con rapidi ma precisi tocchi di matita che restituivano plasticità alle figure.
Andando avanti nella carriera, Silva iniziò poi a recarsi personalmente allo stadio per riprendere le azioni che doveva descrivere per il giornale del giorno successivo. La tecnica della disegnata è stata poi ripresa da altri disegnatori e commentatori sportivi che hanno sostituito il disegno con lavagne magnetiche.
Appassionato di calcio (era tifoso del Milan) e ciclismo (tifoso di Girardengo e Guerra), Silva - considerato l'inventore della cosiddetta disegnata (ovvero la tecnica di fissare su disegno la 'plasticità' di un momento agonistico di un incontro di calcio, prettamente la realizzazione di un gol) - ha iniziato la sua attività di disegnatore dapprima a il Popolo Cattolico, poi la Tribuna e l'annuario 'L Biligot di Treviglio.
Apprezzato per lo stile misurato e garbato, è stato fra i collaboratori di vari fogli satirici locali. Burbero di carattere ma di grande disponibilità verso i colleghi più giovani, pur collaborando a testate nazionali è rimasto sempre legato alla sua città.
È ricordato per i disegni con cui ricostruiva - in una sorta di moviola disegnata - le principali azioni delle partite domenicali di calcio per le maggiori testate giornalistiche italiane. I quotidiani: la Notte, Corriere della Sera, dal dicembre 1982 per La Gazzetta dello Sport; per i settimanali: Il Tifone, Il Calcio illustrato (poi Il Calcio e Ciclismo illustrato), Guerin Sportivo, Football, Milan-Inter, Il Ciclismo, Tuttociclismo.
Ha curato l'Almanacco illustrato del calcio dalla prima edizione del 1939 al 1993, realizzando tra l'altro varie copertine. Ha realizzato tavole a colori per il Manuale del Gol (ed. 1974 e 1978) e il Manuale del Calcio (1983) editi da Mondadori. Ha raffigurato le regole del calcio nei volumi Arbitro Occhiali (Baggioli editore 1965) e in l'opuscolo della R.A.S. Assicurazioni, dal titolo Papà andiamo alla partita. 
A raccogliere il suo testimone per gli almanacchi Panini e per altre pubblicazioni è stato Simone Baruffi che del maestro ha mutuato lo stile. Un altro disegnatore che si è ispirato a lui è Davide Clematide.
Ecco come nell'Enciclopedia (Almanacco) del Calcio Italiano 1939, edito allora dal Calcio Illustrato, Carmelo Silva spiegava come si disegna una partita:
"Come si disegna una partita? Santo cielo! Si prende una matita, una gomma. quattro fogli di carta, si condisce il tutto con un po' di buona volontà e ci si affida alla benevolenza del lettore. Questa, la risposta che spontaneamente sale alle labbra; ma è forse un po' troppo generica. Infatti, non sembrò troppo per quel mio amico che, a una domanda e risposta del genere, aggiunse: «Ma tu, disegni durante la partita? Certo! risposi io.  ... E, come fai a seguire tutte le fasi, il rapido spostarsi degli uomini, della palla, e fissare tutto sulla carta? Se ti capita d'attardarti su una vignetta, come fai a vedere il susseguirsi dell'azione: qualche cosa ti dovrà pur sfuggire?.....  Eh, caro mio — ribattei —faccio fermare un momento il gioco, affinché io li possa raggiungere.
Mi guardò con due occhi così, e scosse la testa: evidentemente, non era rimasto convinto. Doveroso soggiungere che quel mio amico non brillava quale area di scienza. I miei lettori, invece, avranno capito che è visualmente impossibile disegnare un incontro durante lo svolgimento del medesimo: tutt'al più, si potrà schizzare qualcosa durante il quarto d'ora di riposo fra i due tempi; ma questo non avviene quasi mai. Ecco allora, in rapidi cenni, come si fa, o almeno, come faccio. Si svolge l'incontro Genoa-Bologna, poniamo Biavati, ala destra bolognese, riceve la palla da Andreolo, stringe al centro scartando due o tre avversari e tira, colpendo il palo. Chi siano i tre avversari, pel momento non ha importanza; certamente non sono degli attaccanti, è chiaro. E allora, sul mio notes, con un frasario tutto mio convenzionale, scrivo: "And. a Biav. zig, zag, zag al centro, palo" e sotto, ci faccio un bel disegnino, come vedete qui sopra, che pressappoco mi indica il punto dove la palla ha colpito il palo. Dalla medesima azione, poteva venire il gol, e su quelli. è logico, bisogna soffermarcisi di più: in tal caso metto di fianco al disegno un circolo ben grosso che, sempre nel mio frasario vuol dire rete; segno dove è entrata la palla, dove era il portiere, da dove ha tirato l'attaccante e gli eventuali difensori, se questi han parte preponderante nell'azione. Tutto questo con pochi segni che tuttavia richiedono appena 10-15 secondi, ma che ad ogni modo, dopo una rete, intercorrono sempre abbondantemente fra gli abbracci, lo smarrimento del difensori e il riprendersi del gioco. A casa, poi, con calma, mi ridisegno le mie brave vignette, condendole magari con qualche uomo in più, per ragioni di estetica, ma che, comunque, non interessino l'azione e, se necessario, al fine di spiegare meglio, romperò l'azione in due o tre tempi che illustrino il succedersi delle fasi. Certe volte, si sa, vengono, in aiuto anche le fotografie per certi particolari sfuggiti all'occhio umano, ma non a quello meccanico.
Questo non deve ad ogni modo lasciar credere che la disegnata non abbia il suo interesse, giacché la medesima, sia pure impressione personale di un solo spettatore, ha il vantaggio sulle foto, di descrivere completamente un'azione e non fissare un solo momento che per quanto fedelissimo può avere un attimo di anticipo o di ritardo sull'esito dell'azione stessa.
Del resto, ciascuno di noi, spettatori, a partita finita sa con una certa precisione, ricostruire una data azione al tavolino del caffè, dove sorgono le solite discussioni. "Ecco: qui, c'era il portiere — sentenzia uno che sostiene la discussione, e ci mette la tazza dell'espresso che il cameriere ha recato sul vassoio in quel momento - lí c'era il terzino e il laterale sinistro - e a sostegno delle sue argomentazioni piazza il piattino e il bicchiere dell'acqua — e qui, infine, l'ala e brandisce il cucchiaino. Intanto, il circolo degli uditori ingrossa, e anche il cameriere si ferma interessato. Non manca mai uno più scrupoloso, che fa osservare che il mediano era più a ridosso al portiere, e sposta leggermente il bicchiere, fra l'approvazione generale ed incondizionata. Insomma. — riprende il primo — l'ala avanza due o tre passi e, pam!" L'ala, cioè il cucchiaino, sempre impugnato, si trasforma in pallone, descrive una traiettoria velocissimo e si abbatte fra tazza e bicchiere, rovesciando tutto sulla immacolata blusa del cameriere.
Goool..... Risultato: cinque e ottanta fra espresso, chicchera e bicchiere frantumati, più una buona mancia al cameriere (che in questi casi funge da arbitro, giacché quello che n'è andato di mezzo), per tacitarlo della giubba, sulla quale appare ora, una macchia così di caffè.
La dimostrazione è costata forse un po' cara, ma tutto sommato è stata ricostruita con assoluta fedeltà e tutti ne sono rimasti perfettamente convinti.
Non di rado, capitano anche delle azioni controverse o confuse che, dalla tribuna, sia per la distanza, sia per la prospettiva, non ci si spiegano bene. In questi casi, si ricorre direttamente ai giocatori a incontro finito; oppure partite, nelle quali la ridda dei gol confonde malgrado il pro memoria, le idee. Come nel caso dell'ultimo incontro Italia-Belgio (6-1) preceduto da Italia B - Lussemburgo (4-0) totale 10 a 1.
Non c'è niente da fare. Quello che ricordo, ricostruisco, e per quello che non mi viene in mente, pazienza, butto giù un uomo che ha tirato; un altro che brancola a mezz'altezza; e un pallone che scuote la rete e sotto due parole: il quarto - o il settimo o quello che è gol. Che i lettori mi perdonino!"
Questo è il ricordo scritto da Candido Cannavò, il giorno dopo la sua scomparsa su "La Gazzetta dello Sport" del 17 gennaio 1996: 
" -"Se non vado più bene, direttore, se non ti piacciono più i miei disegni, dimmelo chiaramente...." -. Carmelo Silva navigava attorno agli 85 anni, ogni tanto incorreva in qualche inquietante distrazione, ma non aveva perso il suo sano caratteraccio di uno di campagna, facile ad accendersi, ancor più facile a rientrare nella sua rude amabilità naturale. Bastava non pubblicargli un disegno per mandarlo in bestia. Ed era inutile dirgli che glielo avrebbero pagato lo stesso: quegli schizzi di matita erano, in realtà, l'ultimo legame alla sua lunga vita di artista popolare, di straordinario interprete del gesto calcistico. Silva: mitico, unico nel suo genere. Lui non sapeva, nei momenti di collera, che cosa avremmo fatto per allungargli la vita e conservare in eterno quella matita che saldava con eleganza tutte le dinamiche e le fantasie del calcio.
I giovani cresciuti nell'era della televisione faranno fatica a capire. Ma chi, come noi, scoprì il calcio da balilla tra gli stordimenti della "guerra gloriosa" alla quale l'Italia si apprestava e le tragedie che lasciò addosso, sa bene che cosa abbia rappresentato Silva. Il campionato riprendeva la sua vita in un'Italia ancora divisa. Le gesta e gli eroi degli stadi - l'ultimo Meazza, il maturo Piola, il leggendario Valentino Mazzola, il sottile e bravissimo Maroso - erano per noi ragazzi una vecchia radio e la voce di Nicolò Carosio. Più che cronaca, immaginazione.
Ecco Silva fu la nostra prima televisione. Aveva per antenna la sua magica matita. Il video erano le pagine del Calcio Illustrato che noi aspettavamo ogni settimana in una sorta di trasposizione: la voce della radio si traduceva in immagini lungo una trama calcistica fedelmente riprodotta. E la matita di Silva penetrava dovunque, anche nello stile e nel carattere dei campioni. Come questa sorta di prodigio si realizzasse, non sappiamo: il nostro Silva andava allo stadio, seguiva le azioni, fissava i punti di riferimento sulle sue cartelline bianche e poi agiva di pura memoria. La tecnologia dell'epoca risiedeva soltanto in questa sua vena d'artista che trovava nel calcio la sua ispirazione e il suo territorio. Lui captava, traduceva, dava un'anima alle sue scene.
La grandezza di Silva si è misurata coll'incedere del tempo e i cingoli del progresso. L'avvento della televisione lo ha reso di certo meno attuale, ha tolto emotività alle sue scene, ma non lo ha travolto. I buoni disegni del calcio sono rimasti di moda anche nell'epoca delle moviole. E per avere un buon disegno bisognava rivolgersi a lui. Unico, inimitabile. Noi abbiamo l'orgoglio di averlo fatto sino ai limiti estremi, prendendoci le ultime arrabbiature e soffrendo per i tremori della sua mano. Poi, un giorno è scomparso senza dir nulla. La matita si è spezzata. Non era più il caso di vivere."
È il creatore del personaggio Motorino, un ragazzino robot sempre coinvolto in qualche attività o gara sportiva che finiva irrimediabilmente con il protagonista ridotto a pezzi, per la disperazione del padre-inventore che lo doveva rimontare. Le sue avventure in rima sono apparse sul Corriere dei Piccoli, riproposte successivamente negli anni Settanta sulla stessa rivista a fumetti.
Ha fatto parte del cast del film L'albero degli zoccoli di Ermanno Olmi nei panni di don Carlo.